# Acanthospermum australe
El tapekue, ihi kukae hipa es una planta, cuyo nombre científico es Acanthospermum australe, que tienen una excelente propiedad antiséptica y desinfectante.

## Descripción
Es una planta herbácea que alcanza un tamaño de 10-60 cm de altura. Los tallos ± procumbentes. Las láminas de las hojas deltadas a ± rombo u ovadas, de 13-37 × 7-32 mm,  glabrescentes, glandulosas. Frutas elipsoides a fusiformes , débilmente comprimidas, 9.7 + mm, 5-7-nervada, sin espinas terminales, espinas ± uncinadas, en su mayoría a lo largo de las costillas. Tiene un número de cromosomas de 2 n = 22.

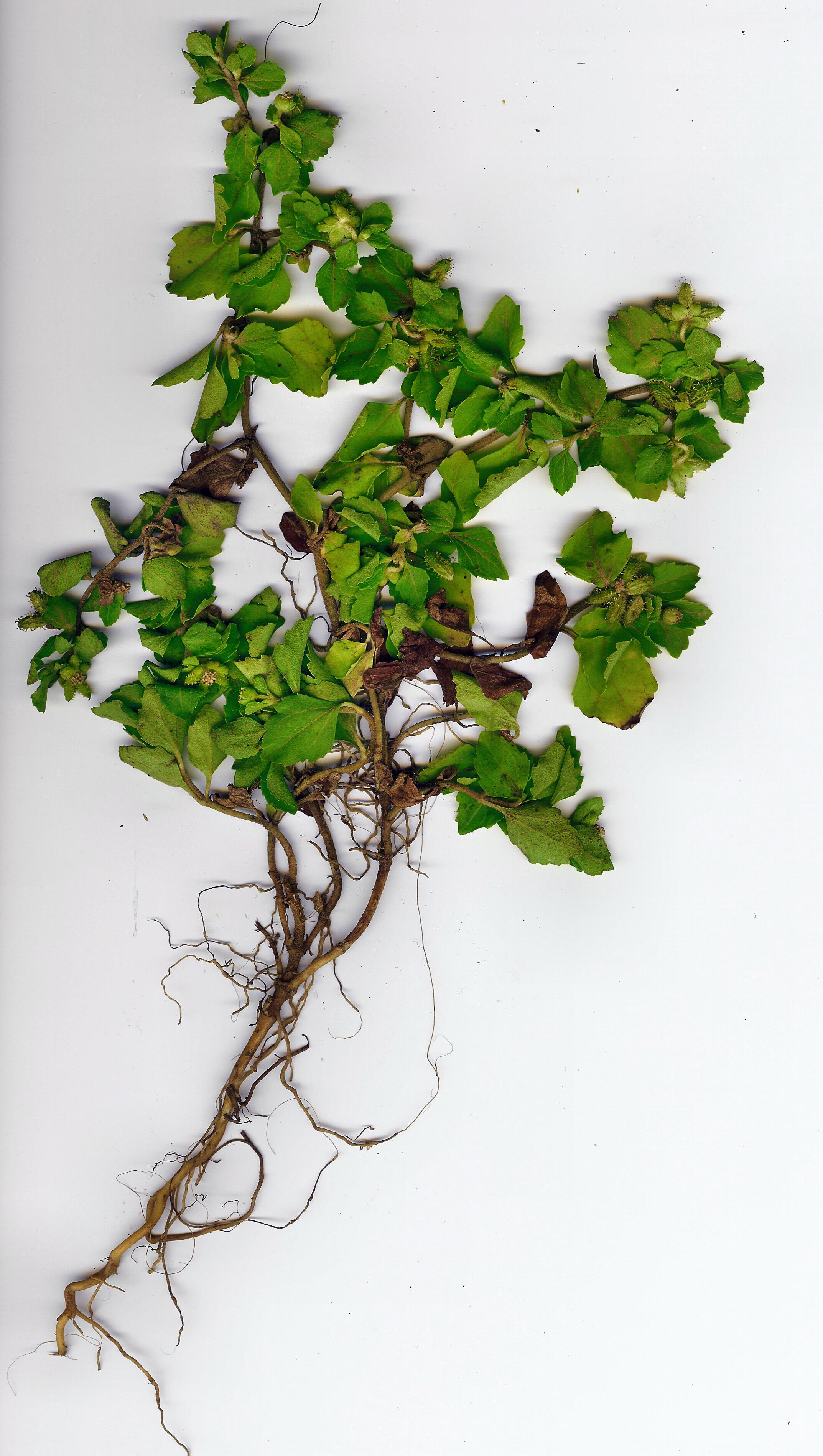
Ramitas de tapekue.

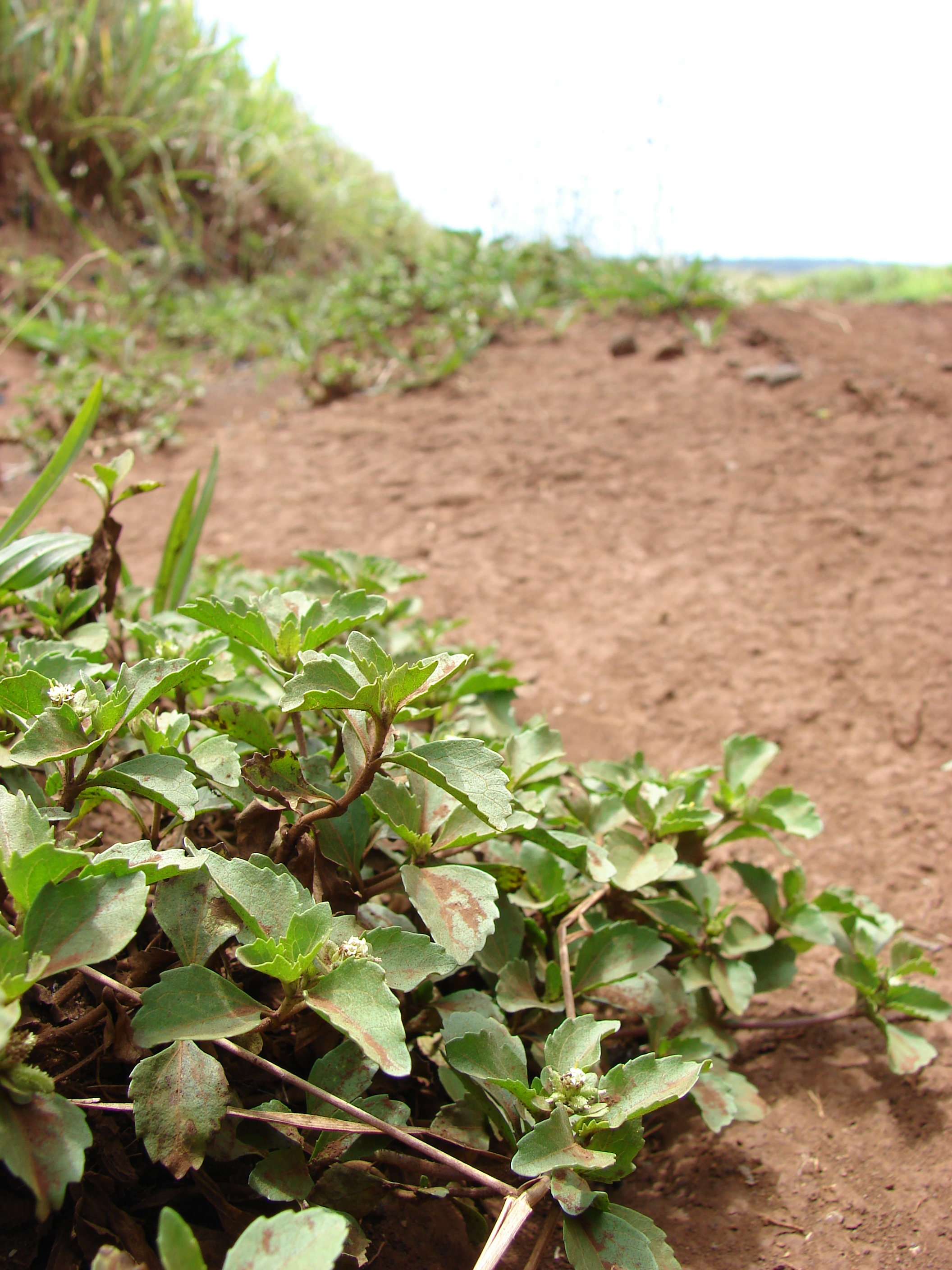
En su hábitat

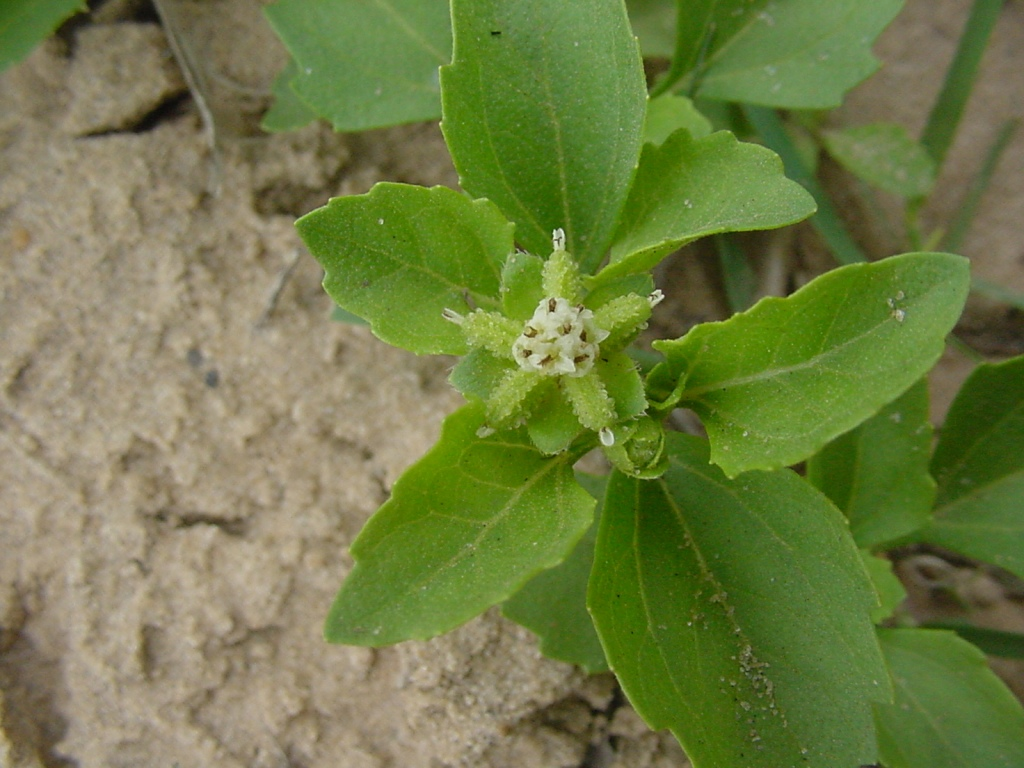
Hojas

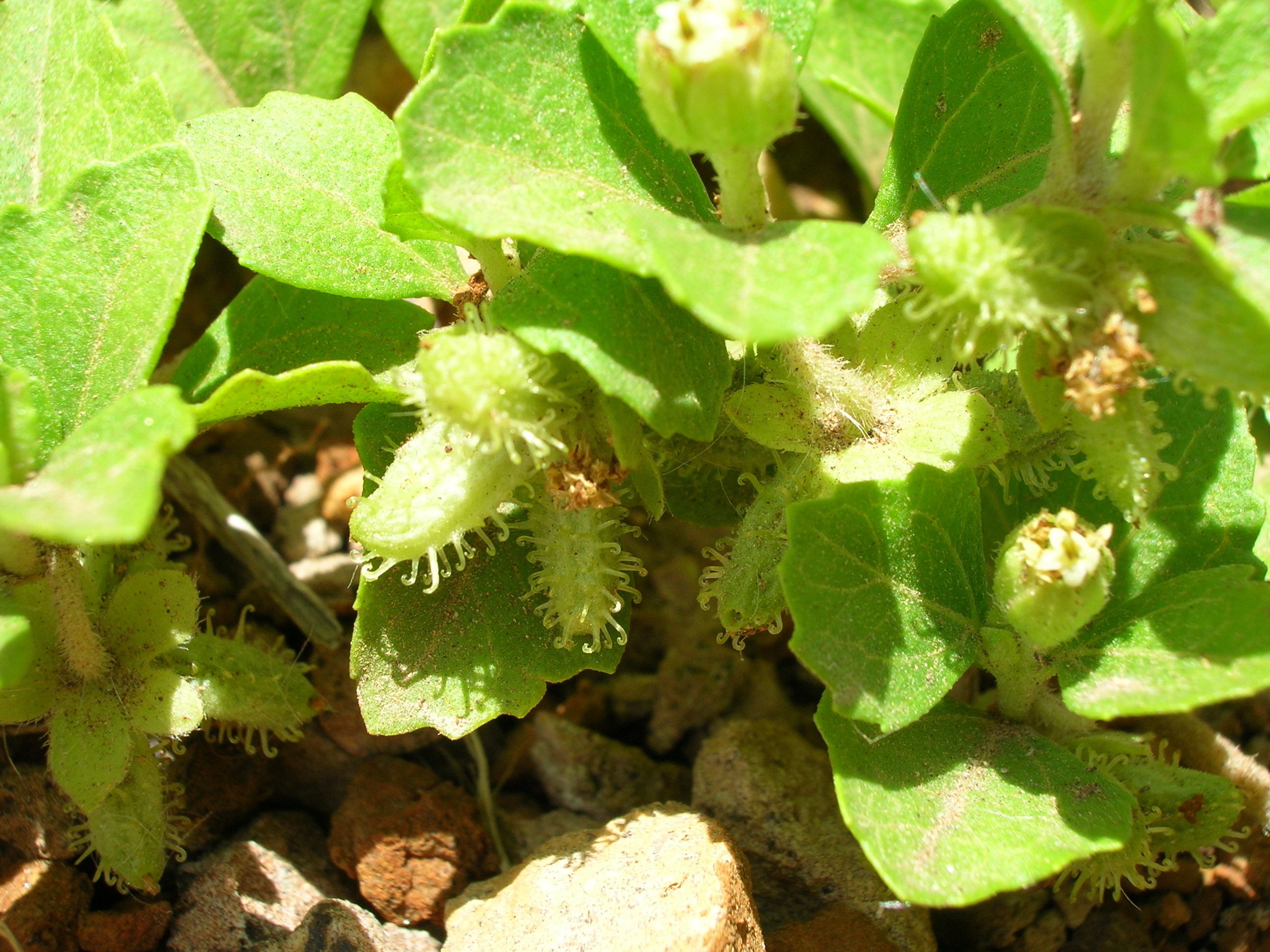
Inflorescencia

## Distribución y hábitat
Floración durante todo el año, la mayoría en julio-agosto. Se encuentra en suelos perturbados, a menudo los sitios arenosos; a una altitud de 0-300 m; introducido, Alabama, Arkansas, Florida, Georgia, Luisiana, Massachusetts, Misisipi, Carolina del Norte, Oregón, Pensilvania, Carolina del Sur, Texas, Virginia. .; América del Sur, también se introdujo en México, Antillas, América Central, Europa, Asia, África, Islas del Pacífico (Hawái).

## Propiedades
Del tapekue se pueden realizar, jabones, infusiones (30 g de tapekue para un litro de agua), entre otras cosas.
Para uso fácil, es decir externo colocar 70 g de la planta para un litro de agua. Esta planta es muy fácil de encontrar, se pueden observar en los campos, estancias, granjas, espacios abiertos, etc. Es una planta muy práctica porque es antiséptica, antiinflamatoria, cicatrizante y desinfectante.
A esta hierba nuestra gente casi nunca da importancia, especialmente por desconocimiento de sus valores curativos, que son varios, aplicables no solamente para una determinada enfermedad sino para combatir y curar varios males y otros medios, ella siempre aporta sus virtudes curativos para remediar sea cual fuere la enfermedad a ser tratada con la sustancia extraída de esta yerba.
En primer término, puede nombrarse la parálisis como consecuencia de una hemorragia o derrame que en mayoría de los casos es originada por la presión alta de la sangre, que afecta, una parte o totalmente el cuerpo, para estos casos, el paciente deberá tomar 5 gramos de la yerba hervida durante 5 minutos en un litro de agua, media taza cada tres horas. 

Las otras aplicaciones del zumo de esta yerba es diurética y depurativa de la sangre, elimina del organismo toda clase de sustancias dañinas y toxinas que se hallan acumuladas en cualquiera de los órganos que son los causantes de las variadas enfermedades; se recomienda pues para reumatismo en general, gota, artritis, afecciones de la piel en general, eczemas, llagas, supuraciones, además para mareos y migrañas originadas por el mal funcionamiento del aparato digestivo.
En estos casos no hay nada mejor que tomar dos veces a la semana, acompañado externamente con baños del zumo de esta planta la parte afectada.

## Taxonomía
Acanthospermum australe fue descrita por (Loefl.) Kuntze y publicado en  Revisio Generum Plantarum 1: 303. 1891.
Etimología
Acanthospermum: nombre genérico compuesto que deriva de las palabras griegas: acantho = espina y spermum = "semilla".
australe: epíteto latíno que significa "del sur, austral".
Sinonimia
- Acanthospermum brasilum Schrank
- Acanthospermum hirsutum DC.
- Acanthospermum xanthioides (Kunth) DC.
- Acanthospermum xanthioides var. obtusifolium DC.
- Centrospermum xanthioides Kunth
- Melampodium australe Loefl. basónimo
- Orcya adhaerens Vell.
- Orcya adhaerescens Vell.[6]